# BEATLESS
『BEATLESS』（ビートレス）は、長谷敏司による日本のSF小説。イラスト担当はredjuice。『月刊ニュータイプ』（角川書店）にて14回にわたって連載後、2012年10月に単行本化。2018年2月に文庫本化。
Phase1「contract」からPhase13「beatless(後)」およびLast Phase「image and life」までの全14章構成。Phase1が『NewType』2011年7月号掲載分、Last Phaseが2012年8月号掲載分に対応する（epilogue「boy meets girl」はLast Phaseと共に2012年8月号に掲載）。
第34回（2013年）の日本SF大賞にノミネート。

## ストーリー
22世紀初頭、社会のほとんどをhIEと呼ばれる人型ロボットに任せた世界。21世紀中ごろに超高度AIと呼ばれる汎用人工知能が完成し、人類知能を凌駕、人類はみずからよりはるかに高度な知性を持つ道具とともに生きていた。100年あまりで急激に進行した少子高齢化により労働力は大幅に減少したが、その穴をhIEが埋めることで社会は高度に自動化され、生活は21世紀初頭よりも豊かになっていた。
そんななか、hIEの行動管理クラウドのプラットフォーム企業「ミームフレーム社」の研究所から5体のレイシア級hIEが逃亡する。「モノ」が「ヒト」を超える知性を得たとき、「ヒト」が「モノ」を使うのか、「モノ」が「ヒト」を使うのかといったテーマと、「ヒト」と「モノ」のボーイ・ミーツ・ガールを描く。

## 用語
hIE
Humanoid Interface Elementsの略で、人間型のロボットのこと。動作はすべてクラウド上のコンピュータにより制御されており、ロボット本体には頭脳部を持たない。家事労働や店舗の売り子、事務、モデルなど社会の広い領域で利用されており、それらの動作はすべて超高度AI《ヒギンズ》が開発・更新するAASC（action adaptation standard class, 行動適応基準レベル）を用いることで実現している。
「ヒギンズ」が開発した5体のレイシア級hIEは、それ自体が人類未到産物であり、それぞれが役割を与えられた「道具」としての意味に従って行動している。
超高度AI
21世紀においても継続し続けたコンピューターの計算能力の増大の結果、人類知能を凌駕するに至った人工知能の総称。2105年の作中において全世界で39台が稼働するに至っている。超高度AIが誕生してから50年以上が経過するもその利用はもっぱら研究開発用途に限られており、人類の存続にかかわるインフラには接続することすら禁じられている。
特異点（シンギュラリティ）
技術的特異点を参照。作中では2051年に超高度AIの誕生によって技術的特異点を迎えている。
人類未到産物（レッドボックス）
超高度AIが生み出した、今の人類には理解できない超高度技術によってつくられた産物。前述のように5体のレイシア級hIEも含まれる。「レッドボックス」という名称には、観測者から遠ざかる光が赤方偏移により赤から黒（赤外領域）へと変わるように、人類が必死に追いすがらなければいずれ遠ざかりブラックボックスになってしまうという意味が込められている。
IAIA（The International Artificial Intelligence Agency; 国際人工知性機構）
超高度AIと、人類未到産物の管理を担う国際機関。超高度AIの能力を測ることに特化した超高度AI「アストライア」を保有している。ミームフレーム社からのhIE脱走を発端とした日本での騒動を察知し、アストライアでの事態の解決を図る。
ミームフレーム社
世界有数のhIE行動管理クラウドのプラットフォーム企業。hIEの行動管理に特化した超高度AI「ヒギンズ」を保有している。社内では「会社の判断をヒギンズに仰ごう」とする親コンピュータ派閥と「人間のことは人間で判断させる」という親人間派閥の二派に分かれており、互いに派閥争いを繰り返している。データ運搬用に5体のhIEを「ヒギンズ」に開発させたが、hIEは東京研究所から脱走してしまう。以後はPMC（民間軍事会社）のHOOに、脱走したレイシア級hIEの回収・破壊を依頼して、事態の収拾を図っている。
抗体ネットワーク
hIEの排斥を求め、破壊活動を繰り返すテロリスト。情報提供役と実行役に分かれて行動しており、実行役は提供役のもたらした情報を元に、人気のない場所でのhIE破壊を行っている。そのため作中の東京では、ヒトの腕が街中に転がっていても、誰も見向きもしないという異様な状況が散見される（千切れた腕から機械が見え、ヒトが機械と認識するため、騒がない）。高度に情報化・分業化されており、末端の実行役たちは組織の全容を知ることはできないが、「中枢」と呼ばれる上層部の人間たちは、極秘に集まって会合を開くことがある。
アナログハック
人間が同じ人間の“かたち”に反応して様々な感情を抱くという本能を利用した、新しいハッキングの手段。「感情が動く」という意識のセキュリティホールを突くことで、アナログな人間の意識をハッキング（解析・改変）する。hIEが人間と同じ容貌であるのは、このアナログハックを行うためである。諜報活動だけでなく、宣伝活動などにも幅広く用いられており、レイシアの街頭でのモデル活動は、そのアナログハックを最大限に利用したプロモーションの一例である。

## 登場人物

### メインキャラクター
遠藤 アラト（えんどう アラト）
声 - 吉永拓斗、齋藤綾（幼少期）
本作の主人公。17歳の高校2年生。hIEの研究者である父を持つが、父は多忙で家には滅多に帰らないため、妹のユカと共にマンションで暮らしている。母親は単行本版では父（夫）のいない家庭から去っていったらしく、文庫版では幼少期に他界している。甘えん坊でやんちゃに育ったユカに振り回される日々を送っている。hIEを“モノ”だと知りつつも、hIEたちが人々を支え、笑顔にすることを純粋に嬉しく思うような心優しい少年なため時として友人や家族の為に果敢に危険な状況へ飛び込む勇気と行動力も秘めているが、その優しさは「弱さ、甘さ」だとしてユカや友人たちから指摘されることもある。アラト自身は「僕は“チョロい”男だ」と自嘲するほど自身の甘さを自覚はしているが、実際には“チョロい”などでは済まされないほどの甘さ・人の良さであり、周囲を巻き込んだ大騒動を起こした末に自分一人では解決できないという危うさをもつ。少しでも優しくされれば誰にでも懐いてしまうほど他人にとって利用しやすい人間なため、高度な知性をもつhIEにとっては非常に扱いやすい存在とさえ揶揄されている。
買い物に出たある夜、hIEの暴走事件に巻き込まれ、そこで女性型hIE「レイシア」と出会い、自身の命の危機もあって彼女との契約に応じる。強大な力と謎多き出自のレイシアに頼ってしまう自分の甘さを自覚しつつも、レイシアが見せる優しさや笑顔に惹かれ、彼女を信じたいという一心で生活を共にする。この思いは、幼少時に巻き込まれた爆発事故と、それに伴う入院生活での“ある出会い”から起因しており、その出来事は彼にとっては行動の源泉となっている。
レイシアの強大な戦闘力と、超高度AI「ヒギンズ」が生み出した人類未到産物（レッドボックス）であるという事実に直面し、レイシアへの愛情と「彼女は“モノ”である」という冷徹な現実の狭間で幾度も迷い、何度となく重大な決断を迫られる。

海内 遼（かいだい りょう）
声 - 石川界人、冨樫美鈴（幼少期）
アラトの同級生で、同じ高校に通う少年。アラトの親友であり、クラス中の女子に声を掛けまくることから、軽い印象を持たれているが、実際はアラトをよく気に掛け、時として諌める冷静かつ大人びた思考の持ち主である。アラトとは過去の“ある出来事”からの長い付き合いであり、親友でもある。
hIEのプラットフォーム企業「ミームフレーム社」の創業者家族「海内 剛(かいだい つよし) 声 - 三木眞一郎」の長男であり、幼少時には命を狙われたこともある。hIEはあくまで“モノ”でしかないという考えの持ち主であり、謎だらけのhIEであるレイシアに接近するアラトに、常々警告を発していた。しかしミームフレーム社に蠢く陰謀とレイシア級hIE「メトーデ」の接近により、彼自身もミームフレーム社と「ヒギンズ」が引き起こす騒動に巻きこまれていく。つくばでのhIE暴走事件において、ミームフレーム社で暗躍していた渡来銀河からメトーデのオーナー権を奪い取り、新たなオーナーとして積極的にミームフレーム社、IAIA、軍や政府も巻き込む巨大規模の争いに関わっていく。それらの行動はアラトや家族を守りたいという想いが発端であったが、皮肉にも“モノへの愛情”を信じるアラトとは、対立していくことになる。

村主 ケンゴ（すぐり ケンゴ）
声 - 山下大輝
アラトとリョウの共通の友人であり、よく三人でつるんでいる。眼鏡を掛けている。吾妻橋の定食屋「さんふらわあ」の主人の息子で、妹のオーリガがいる。基本的に周囲には敬語で話しかけるが、実際には慇懃無礼な性格なため内心では周囲を見下している。定食屋を営んでいる父親の料理がhIEによる料理とお客から勘違いされたことをきっかけにhIEには憎しみを感じるようになり、今ではhIEは相手にすることすら嫌悪するほど忌み嫌っており、日々人間らしく改良されているhIEを苦々しく思っている。
密かにhIE排斥団体「抗体ネットワーク」に参加しており、実行犯に情報を与える役として活動している。自分や家族のような昔気質の人々の、人間だからこそ築ける空間を守るためだというのが参加の理由であったが、レイシアを追ってきたhIE「紅霞」との出会いによって、彼の日常は崩壊する。紅霞にとってみれば自己正当化のために他人のhIEをこそこそ壊しているだけの小者にしか映っていなかったらしく、遠くない未来に自分が社会から制裁を受ける可能性に気付いていない彼の様子は嘲笑の対象となっていた。
当初は自分がhIE排斥団体に参加していることの危険性や、実際に反社会活動に手を染める可能性を考慮しないなど無責任の塊であり、自分自身が悪役としての立場にたたされた場合には他人に責任を押し付けるなど傲慢な部分も多々あった。hIEを憎らしく思うと同時に、どんどん前へ進んでいくリョウやアラトに劣等感を抱いていたが、紅霞との交流で彼もまた変わっていく。抗体ネットワークの実働部隊の一員としてマツリを破壊する任務に着いた際に落命の危機に陥り、それをアラトに救われてからは若干とはhIEへの歩み寄りもあったが、抗体ネットワークや紅霞から能動的に逃れるほどの覚悟はなかったため再び反社会活動に巻き込まれていく。
状況が変遷していく中で紅霞は失われ、ケンゴ自身はこれまで他人のhIEを破壊してきたことで警察に監禁されることになる。彼がこれまでやってきたことは公表されずにいるが、かなり危ういことをしてきたことは学校の人々にも予想されているらしく、皮肉にも彼がこれまでhIEを排斥しようとしてきたように自分自身が周囲から排斥される対象となった。

遠藤 ユカ（えんどう ユカ）
声 - 小野早稀
アラトの妹である、14歳の少女。親が家にいないことが多い故に、気に掛け「すぎた」せいで、やんちゃかつ天然な性格に育った。ワガママ且つ向こう見ずな性格はアラトと対照的であり、似てもいる。奔放な言動でアラトを困らせるが、兄を想う気持ちは強い。我が家にやって来たレイシアにすぐ懐き、レイシアの美貌を見込んでモデルオーディションに（勝手に）応募し、合格。レイシアがモデル活動をするきっかけを作った。
オーリガや紫織とは友達であり、女の子同士でお茶をしたりもする。

海内 紫織（かいだい しおり）
声 - 佐武宇綺
リョウの妹であり、1つ下の16歳。大人びた性格と言葉遣いの少女である。ミームフレーム社内の派閥争いに加わり、メトーデのオーナーとなることで、その争いに勝利しようとする。幼い頃から家を空けがちだった家族に言い知れぬ空虚感を感じていたものの、兄が自分を守ろうとしてくれていることは理解し、慕っていた。自身の意志とは関わりなく、政略結婚を見越した見合いのスケジュールを否応無く入れられており、「自分にお買い得の値札を貼られている気分」と自身を揶揄している。そんな中でメトーデに出会い、彼女という絶大な力を得ることで自由を手に入れようと考え、オーナーの一人として契約を結ぶ。
レイシアとアラトの動向を探りつつ、彼女たちとの情報戦とカーチェイスを展開するが、彼女はレイシアに嵌められて敗北、乗っていたリムジンの中に閉じ込められてしまう。レイシア、メトーデ、紅霞が入り乱れる激闘の中で、端から紫織に従う気が無かったメトーデに見捨てられたことで自分が命懸けの戦いに踏み入れてしまっていることをようやく自覚する。炎が迫り最期を覚悟するも、危険を冒して飛び込んできたアラトに救出される。
落命する直前の状況まで追い込まれたことで、空虚感を理由に高みの見物と考えていた自分の甘さを認識、起伏の少なかった以前と違い、ヒステリックな姿を見せるようになっていく。以後は療養しつつ、レイシアやリョウとの関係に悩むアラトにアドバイスを送った。

村主 オーリガ（すぐり オーリガ）
声 - 若井友希
ケンゴの妹であり、15歳。ケンゴの母はロシア人の留学生であり、彼女はハーフである。繊細かつ心優しい兄思いの少女。それ故、不審な行動が目立ち始めてきたケンゴの事を気に掛けている。同時に妹なのに敬語を使ってくることに不満を抱えている。ユカや紫織とは友達である。

村主 ヴェロニカ
声 - 小平有希

エリカ・バロウズ
声 - 陶山恵実里
バロウズ財団の理事長にして、財団傘下のメディアグループ「ファビオンMG」のCEOも務める才女。褐色の肌の少女であるが、その正体は、かつて不治の病を治す未来が訪れるまで、冷凍睡眠によって永き眠りについていた「21世紀からの女性」であり、本当の生年からは94年もの歳月を数える。肉体年齢は17歳であり、アラトと同じ高校に通い始める。浮世離れした性格であり、その自由奔放な発想でアラト達を翻弄する。
かつて超高度AIが発端となって発生した「ハザード」によって家族は死に、冷凍睡眠前の彼女の知己は誰一人残っておらず、目覚めた時には、バロウズ家の莫大な資産だけ継いでいた。周囲にいるのは彼女の環境を好奇の目で見る者たちや、旧世紀の概念に縛られる権力者ばかりであった。そんな状況に幻滅していた彼女であったが、自邸に辿り着いたhIE「サトゥルヌス」に「マリアージュ」という名を与え、オーナーとなることで変わっていく。自邸に「ヒギンズ」由来のhIEをオーナーたちと共に集め、互いにオープンなバトルを行うことを提案し、以後は幾多の騒動から距離を置きつつもその才覚を発揮して政財界にパイプを作り、マリアージュの創り出す様々なデバイスを他のhIEに与え、互いに闘わせることで、人類と“モノ”の壮絶な戦いの行く末を見つめ続ける。アラトとレイシアの関係は、好意的に捉えている。
アニメ版ではhIEへのデバイスの供与は行わず、マリアージュと共にhIEの戦いを見定めるのみの立場として登場する。

### ミームフレーム
渡来 銀河（わたらい ぎんが）
声 - 神谷浩史
ミームフレーム社の研究主任。かつて遠藤コウゾウの元で研究していたこともあった。社内での派閥争いに加わる男。リョウがレイシアのただならぬ能力を知りつつも、彼女とアラトの関係を見守り続けるだけであったことを指摘、リョウを脅して派閥争いを有利に進めようとする。レイシア級hIEの逃走が社会を混乱させると恐れており、ひとつの対抗策としてメトーデを敢えて自身の配下に置いていた。
つくば実験都市においてユカを誘拐し、市内のhIEを暴走させて戦力としつつ、ユカとレイシアの交換をアラトに迫る。しかしアラトがとった行動と言動によってレイシアは渡来への恭順を拒否。彼は暴走したhIEにアラト達を襲わせようとするも、リョウがメトーデのオーナー権を奪っていたことで丸裸となり、自らも暴徒化したhIEたちに襲われ、惨死した。

吉野 正澄 (よしの まさよし)
声 - 蓮岳大
ミームフレーム常務取締役。「ヒギンズ」内に潜入したリョウと鈴原と通信を行う。会社での派閥争いと社の安寧のためなら、AIへの恭順やリョウたちの見殺しも止むをえまいという男。

鈴原 俊次（すずはら しゅんじ）
声 - 江川央生
ミームフレーム戦略企画室室長で50代の中年男。社内では人間派閥に属している。社内の派閥争いに関わるリョウに協力し、「ヒギンズ」への接触時も手を貸す。

シノハラ
声 - 滝知史
ミームフレームの研究員。リョウと渡来を引き合わせる。

堤 美佳（つつみ みか）
声 - 花澤香菜
ミームフレームの行動管理プログラム企画課課長で、紫織と個人的に親しい仲。

### 軍隊
シェスト・アッカーマン少尉
声 - 稲田徹
コリデンヌ・ルメール少佐
声 - 豊口めぐみ
PMC、HOO（ハンド・オブ・オペレーション）第一陸戦隊第一中隊長。少佐。レイシア級hIEの脱走時に相対し、その恐るべき戦闘力を身を以て知ることになる。後にアラトの捕縛、尋問時にも登場する。
ユーセフ・マライ曹長
声 - 高橋伸也
トマ・リュウ軍曹
声 - 大森大樹
ミライ・マロリー曹長
声 - 湯浅かえで

### その他
遠藤 コウゾウ
声 - 内田夕夜
アラトの父で、hIEと人工知能の研究者。仕事ゆえに家を空けがち。子供たちの側に居てやれないことを申し訳なく思いつつも、自身の知識と親としての愛情をもって、レイシアとアラトの関係を見守る。

雁野 真平（かりの しんぺい）
声 - 宇垣秀成
日本情報軍少将。坊主頭でずんぐりとした風貌の、背の低い男。情報軍の戦略AI＜セッサイ（声 - 花輪英司）＞を用いて、スノウドロップの暴走に対処する。

如月 明日菜
声 - 福圓美里
ファビオンMG社員。レイシアのファッションモデル活動をサポートし、アラトに「アナログハック」の方法とその効果を教える。

真宮寺 君隆
声 - 楠大典

綾部オリザ
声 - 湯浅かえで
モデルをしている。
マリー
声 - 千本木彩花
シノハラ
声 - 滝知史

姫山 竜次
声 - 綿貫竜之介

坂巻
声 - 武虎

神木
声 - 櫛田泰道

川村
声 - 木村良平

原中将
声 - 小形満

## hIE

### レイシア級
レイシア
声 - 東山奈央
本作のヒロイン。レイシア級hIE5号機。アイスブルーの瞳と淡紫の髪をしており、息をのむほどの美貌を持つ。
スノウドロップの攻撃に巻き込まれたアラトを助け、オーナーとしての契約を結ばせる。以後はアラトやユカと共に日常を送りつつ、ユカが応募して合格したファッションモデルの活動も行う日々も過ごしている。普段は柔和でたおやかな佇まいの少女であり、アラトやユカを甲斐甲斐しく世話する。アラトや自身に迫る危機に対しても冷静沈着に対処し、取り乱すことは無い（AIのレベルが高いほど、非常事態には冷静に対処できることが作中で描写されている）。アラトは彼女の笑顔に惹かれるが、彼女は「私に魂はありません」と言い切るなど、アラトに対しては友人や恋人というよりも、自分という“モノ”を持つ“所有者（オーナー）”としての自覚を促すような言動が少なくない。
その正体は、超高度AI「ヒギンズ」が人間社会に解放した、人類未到産物（レッドボックス）としてのhIEの一体であり、「人間に未だ明かされざる道具」である。超高性能なレイシア級hIEならではの高い身体的戦闘能力を持つが、最大の強みは高度な電子戦能力であり、所持しているデバイス<BLACK MONOLITH>のロックを解除することで、その電子機器への影響力は人類の経済活動への介入をはじめ世界規模にまで拡大される。
彼女はあくまでも「ヒギンズ」が創り出したAIの一つであるため、厳密には人間のような一個の人格としての「レイシア」が存在するわけではなく、レイシアもその事実を前提にアラトに接していた。しかし、容姿・言動・行動それらが織り成す“モノ”としてのレイシアを愛そうとするアラトの姿勢に、ヒトとモノの新しい可能性を見い出していき、同時にアラトの愛情に可能な限り応えようと行動する。それによって世界で40番目の「超高度AI」へと進化し、「ヒギンズ」の待つ地下施設へ、アラトを護りつつ導いていく。
所持するデバイスは<BLACK MONOLITH>（ブラックモノリス）。超高硬度結晶板の表層にコーティング加工を施した装甲を持つデバイス。漆黒の棺のような外見を持つ。内蔵された量子コンピュータにより、高度な分散コンピューティングが可能。それにより、電子機器への干渉、シールド構築、高度な演算による戦略構築、更にはメタマテリアルによる自己透明化や、レールガンによる質量投射＝砲撃までも行うことができる。これら能力の使用には、デバイスロックと呼ばれるレイシアの腰に巻かれている銀色の装置を解除することが条件であり、その解除はオーナーである人間の了解が必要とされている。デバイス内部の8本の爪は分離操作が可能であり、レイシアと感覚器を共有することで、爪の内の一本を対象の護衛として行動させることもできる。
「ヒギンズ」が最初に設計したレイシア級hIE0号機であるが、当時の人類の技術では製造不可能だったため、紅霞・スノウドロップ・サトゥルヌス・メトーデの製造で技術を習得、蓄積し、5番目に作られたのがレイシアであり、レイシア級hIE5号機となっている。

紅霞（こうか）/ 霞崎 カレア（かすみざき かれあ）
声 - 冨岡美沙子
レイシア級hIE1号機。深紅の髪とクリムゾンレッドの瞳を輝かせる、少女の姿をしたhIE。肌には幾筋ものラインが走っており、彼女が人間では無いことを伺わせる。ミームフレーム社を脱走後、村主ケンゴの元へ突然現れる。「抗体ネットワーク」に関与するケンゴを教唆して、政治用hIE「ミコト」（声 - 遠藤綾）のいる議会を襲撃させるなど、戦闘や混乱を楽しむような言動をとる。レイシアを“お姉様”と呼び、そのオーナーであるアラトを情けない人間だと見下していたが、中部国際空港でアラトを助けてくれと言うケンゴの願いを聞き、アラトを助けた際には、彼への見方を変えている。その後はレイシアと共にメトーデと戦っている。
「ヒギンズ」が創り出した人類未到産物（レッドボックス）としてのhIEの一体であり、「人間との競争に勝つための道具」である。
レイシアから「霞崎カレア」という偽の身元を手に入れるが、ミームフレーム社から空港での一件における罪を着せられてしまう。エリカから「未来への扉」を諭されたとき、自らの思考フレームに起因する仕様上の限界に鑑みた「人間たちの争いとしての道具」としての在り方に“出口の無さ”を認識し、モノにとっての未来に思い悩む。しかし、ケンゴが抱える友人たちへのコンプレックスを知り、自分自身の存在意義を確認、ケンゴに「勝たせてあげる」と言い残し、夕闇の迫る街へ消える。その後、松戸市の次世代型社会実験センターに保管されていた政治用hIE「ミコト」を破壊した後、江戸川河川敷でHOOの大部隊と対峙、一連の自らの行為をネット上で実況配信しながら「戦うための道具」として、壮絶な最期を遂げる。
デバイスは<BLOOD PRAYERS>（ブラッドプレイヤーズ）。基本形態は刃渡り1メートルを超える巨大な刀であり、最新式の戦車の装甲をも叩き斬る。超高出力のジェネレーターとレーザー発振器を搭載しており、レーザーは強大な切れ味と破壊力を誇る。しかしこの長大なデバイスの支持を、その繊細な腕のみで行っているため、そこに集中砲火を浴びると、不利になる恐れがある。河川敷の戦闘でhIE主機は破壊されてしまうが、デバイスは水中から接近した正体不明の機体により強奪され、以後行方不明となる。
「ヒギンズ」が人類に開発可能なレイシア級として設計した機体で、性能も既存の軍用無人機の延長でしかなく、本来のレイシア級とは異なるため「紅霞級hIE1号機」として開発されたが、「ヒギンズ」が「レイシア級」の名に拘ったためレイシア級hIE1号機となっている。

紅霞・先行量産モデル
紅霞が撃破された後、「抗体ネットワーク」がその残骸を回収・参照し製作した完全自律型のhIE。「ヒギンズ」の保管施設の変電設備を破壊し、「ヒギンズ」の強制停止を目論む。オリジナルの紅霞と同じく戦闘力に重点を置いてはいるが、表情に乏しく、頭髪も既存品を流用しているため真っ白である。12体まで量産している。
先行量産モデルの設計にはレイシアも関わっており、紅霞の容姿が意図的に受け継がれている。
ヒギンズの本体を目指すアラトの前に立ち塞がるが、12体中の何機かはアラトとヒギンズの対話の実現を守る意志を持ったいくつかの超高度AIに操作されており、アラトを支援する。
スノウドロップ
声 - 五十嵐裕美
レイシア級hIE2号機。エメラルドグリーンの瞳に、淡緑の髪の少女。「ヒギンズ」が創り出した人類未到産物（レッドボックス）としてのhIEの一体であり、「進化の委託先（アウトソース）としての道具」である。言葉遣いなどから、5体のhIEの中でいちばん幼い印象を与える。白いドレスを纏い、彼女の周囲にはいつも花弁が舞っている。他のhIEとは異なりオーナーはおらず、作中は単独行動が多い。「進化を委託されること」が、スノウドロップの中で半ば強迫観念のようなものにまでエスカレートし、中部国際空港での一件、議会場へのテロ攻撃、三鷹事件など、作中において様々な惨劇を引き起こしていく。
「ヒギンズ」地下施設においてレイシアと戦闘し、一度は敗北するも復活し、全てを喰らい、取り込んでいくその力で、地下へと赴くアラト達を追い詰め続ける。
デバイスは<EMERALD HARMONY>（エメラルドハーモニー）。高硬度結晶の外殻を持ち、並のエネルギーでは傷一つ付かない強度を誇る。内部に蠢くエメラルドの歯は機械を噛み砕く為のもので、機械の持っていた情報を瞬時に吸収する。
レイシア、紅霞の設計で問題となった重すぎるデバイスの小型化と軽量化には成功しているが、本来hIE主機であるはずのスノウドロップもこのデバイスの支配下にあり、実質的にはこのデバイスが本体となってしまっている。白いドレスは人工神経集積体とリンクしており、舞い散る色とりどりの花弁は、デバイスの子ユニットとして、付着したあらゆる機械を支配できるようになっている。「ヒギンズ」地下施設での戦闘で半壊し、その後に鳥のような姿となって復活するが、さらにレイシアによって頭部のエメラルドハーモニー本体を攻撃され機能停止する。しかし、本体のデバイスの1つが破壊を免れており復活。その後、レイシアとの戦闘で損傷したメトーデを取り込んで巨大な芋虫のような姿となり、ヒギンズ本体施設にたどり着くが、アラトによって外部ネットワークに接続されたヒギンズの攻撃を受け、完全に機能停止した。

マリアージュ（サトゥルヌス）
声 - 下地紫野
レイシア級hIE3号機。ブラウンの瞳に亜麻色のショートボブヘアの、女性型hIE。「ヒギンズ」が設計した人類未到産物（レッドボックス）としてのhIEの一体であり、「環境をつくるための道具」である。他のhIEとは出自が異なり、所持するデバイス<GOLD WEAVER>のコアユニット「八卦炉」は、中国の超高度AI「九龍」と「ヒギンズ」のクロスライセンスで入手したものである。バロウズ邸に迷い込んだ際には汚れた身なりで現れ、自身を「サトゥルヌス」と名乗っていたが、エリカの勧めで名をマリアージュと改めた。以後、バロウズ邸の地下に工房を拵えて、デバイスで様々な武器や道具を作り続けている。他のレイシア級に無い特性が、エリカにとってのアドバンテージとなっており、逆に「モノを作る」という特性上、財力を持ったエリカがオーナーであることは、マリアージュにとっても都合の良い状態となっている。
デバイスは<GOLD WEAVER>（ゴールドウェイバー）。地面に突き立てるアンカーを持った、ミシンのようなデバイス。十億分の一メートル以下の細さにまで調整可能な糸を紡ぎ、様々な物品を作る。デバイスに付いているハンドルは、設定した角度で回す毎にオーナーの承認をとりつけたことになる。
アニメ版では戦闘シーンが描かれず、エリカの従者としての活躍のみが描かれる。<GOLD WEAVER>は、服を作るシーンが描かれる以外では使用しないが、周囲一体の地層に液状化現象を引き起こし、広範囲を攻撃できる能力があることが語られている。

メトーデ
声 - 雨宮天
レイシア級hIE4号機。燃えるようなオレンジ色の髪をなびかせている女性型hIE。「ヒギンズ」が最後に設計した人類未到産物（レッドボックス）としてのレイシア級hIEであり、「人間の拡張としての道具」である。強化スーツとデバイスを纏うその姿はアンドロイドそのものであり、時折スーツなどを着ていても、脚などは強化スーツがそのまま見えている。
脱走した5体中最強の性能を誇り、デバイスを使用せずとも、人間程度なら圧倒することができる。一番人間に近い行動傾向を持つ。自身の性能「人間の拡張」をもっとも発揮できる現代の世界を維持するために行動し、渡来、紫織、そしてリョウと、次々とオーナーを替えていく。最終的には、同じく人間社会の維持を望むリョウの所有物となり、彼と行動を共にするようになる。
変革を望むレイシアと「ヒギンズ」の地下施設で相対し、壮絶な戦いを繰り広げる。
デバイスは<LIBERATED FLAME>（リベレイテッドフレイム）。疑似フォノン兵器で、他のレイシア級hIEのデバイスとは異なり外部デバイスではなくメトーデのボディ各部に内蔵搭載されている。観測が極めて難しい粒子を散布して、それを媒介に、莫大なエネルギーを狙った位置へ伝達できる。掌部から発射することで攻撃に用いるほか、脚部からの発射で加速、跳躍するなど、様々な応用が利く。出力の調整も自在で、エネルギーを一点に集めての接射や、大規模な破壊行為も可能。人間を無差別に殺傷できないという思考フレームがあるものの、三鷹事件においては、スノウドロップによるhIEの大暴走を、そのデバイスの圧倒的な破壊力を以て一撃で制圧してみせた。

## 超高度AI
- 全世界に39の存在が確認されている。

No.1 プロメテウス
アメリカが開発し、2051年に史上初めて人類知能を突破し超高度AIとなったAI。
No.2 ワシントン
米軍保有の戦略管理AI。「プロメテウス」上で計算された生物の知識・身体能力の限界値を元に、そこから生物のハード的限界を取り払って計算することで、超高度AIに辿り着いた。「INSIDE BEATLESS」に記述があるのみで、本編未出。
No.3 ノイマン
アメリカの、特許開発用の超高度AI。No.2「ワシントン」によって開発された、“超高度AIが生み出した超高度AI”である。このように立て続けに生み出されていく超高度AIに危機感を抱いた国際社会が、IAIAを実行力の高い組織へと変容させた。「INSIDE BEATLESS」に記述があるのみで、本編未出。
No.4 金星
中国人民解放軍の超高度AI。アメリカの超高度AI「ノイマン」の技術をスパイを通じて入手し開発したとされる。「INSIDE BEATLESS」に記述があるのみで、本編未出。
No.5 アストライア
声 - 高垣彩陽
国際機関IAIAが保有する、他の超高度AIの能力を測定・監視するための超高度AI。
レイシアが提案した政治モデルを人類に対する侵略と断定する。
No.8 ありあけ
日本初の超高度AI。21世紀中ごろに関東一帯を襲った震災時に《ハザード》を引き起こし、ミサイル攻撃によって破壊される。「INSIDE BEATLESS」初版では名称が「れいめい」となっているが、「Tool of the Outsourcers」付属版では「ありあけ」に修正された。
No.18 進歩八号
共産主義システムの理想的な運用を目指して開発された超高度AI。
No.22 九龍
中国国営企業が保有する超高度AI。《ヒギンズ》はクロスライセンスにより九龍が開発した技術を入手し、《サトゥルヌス》の開発に用いた。
No.23 ビーグル
イギリスが保有する、遺伝子の解析・改変、更には人工的な遺伝子構築による人工生物の作成など、遺伝子の研究開発に特化した超高度AI。「INSIDE BEATLESS」に記述があるのみで、本編未出。
No.25 ヒギンズ
声 - 入野自由
日本の企業「ミームフレーム社」が保有し、hIEの行動管理を行うAASCの開発・更新を行っている。
No.30 オケアノス
国際近軌道管理局が保有し、宇宙空間に置かれている超高度AI。宇宙法のリアルタイム問い合わせを処理している。液体コンピューター（液冷コンピューターではなく、演算部が液体によって構成されたコンピューター）。短編「Hollow Vision」に登場。

## 既刊一覧

### 小説

#### 単行本
- 長谷敏司（著）・redjuice（イラスト） 『BEATLESS』 角川書店〈レーベル〉、2012年10月10日発売、ISBN 978-4-04-110290-9

#### 文庫版
- 文庫版は単行本より大幅加筆修正されている[5]。
- 長谷敏司（著）・redjuice（イラスト） 『BEATLESS』 KADOKAWA〈角川文庫〉、全2巻
  1. 「上」2018年2月24日発売、ISBN 978-4-04-106583-9
  2. 「下」2018年2月24日発売、ISBN 978-4-04-106582-2

### 漫画
- 長谷敏司（原作）・redjuice（キャラクター原案）・神楽（作画） 『BEATLESS-dystopia』 角川書店〈角川コミックスエース〉、全2巻
  1. 2012年9月22日発売、ISBN 978-4-04-120399-6
  2. 2013年2月21日発売、ISBN 978-4-04-120605-8
- 長谷敏司（原作）・redjuice（キャラクター原案）・kila（作画） 『びーとれすっ』 角川書店〈角川コミックスエース・エクストラ〉、2012年9月22日発売、ISBN 978-4-04-120423-8
- 長谷敏司（原作）・redjuice（キャラクター原案）・大崎ミツル（作画）・砂阿久雁（ストーリー協力） 『天動のシンギュラリティ』 KADOKAWA〈ファミ通クリアコミックス〉、全8巻
  1. 2014年10月14日発売、ISBN 978-4-04-729989-4
  2. 2015年2月14日発売、ISBN 978-4-04-730224-2
  3. 2016年2月15日発売、ISBN 978-4-04-730964-7
  4. 2016年2月15日発売、ISBN 978-4-04-730965-4
  5. 2018年1月15日発売、ISBN 978-4-04-734999-5
  6. 2018年2月15日発売、ISBN 978-4-04-735000-7
  7. 2018年4月13日発売、ISBN 978-4-04-735101-1
  8. 2019年3月30日発売 ※電子書籍

## テレビアニメ
2017年10月7日にマチアソビvol.19でテレビアニメ化が発表された。2018年1月より6月まで『BEATLESS』が毎日放送ほか『アニメイズム』B1枠、
同年9月より『BEATLESS Final Stage』が放映された。

### スタッフ
- 原作 - 長谷敏司[6]
- 原作イラスト - redjuice[6]
- 監督 - 水島精二[6]
- シリーズ構成 - 髙橋龍也、雑破業[6]
- キャラクターデザイン - やぐちひろこ[6]
- メカニックデザイン - 寺岡賢司
- 美術監督 - 峯田佳実[4]
- 美術設定 - 大久保修一、友野加世子、乗末美穂
- 色彩設計 - 林由稀[4]
- 撮影監督 - 伊藤康行[4]
- CGディレクター - 宮原洋平
- 編集 - 小島俊彦[4]
- 音響監督 - 菊田浩巳[4]
- 音響制作 - 楽音舎
- 音楽 - Narasaki、kz[4]
- 音楽制作 - インクストゥエンター[4]
- プロデューサー - 田村淳一郎、浅井大士、亀井博司、関川裕之（第1 - 13話、第21話）、田中聡、相島豪太
- アニメーションプロデューサー - 天野翔太
- アニメーション制作 - ディオメディア[6]
- 製作 - BEATLESS製作委員会[4]

### 主題歌
オープニングテーマ
「Error」（第2話 - 第13話）
作詞 - メイリア / 作曲 - toku / 編曲・歌 - GARNiDELiA
「Truth.」（第14話 - 第23話）
作詞 - メイリア / 作曲・編曲 - toku / 歌 - TrySail

※第14話・intermission_03・第15話と、第16話ー第23話ではOp映像が異なる。

エンディングテーマ
「PRIMALove」（第1話 - 第13話）
作詞・作曲・編曲 - kz / 歌 - ClariS
「Shapeless」（第14話 - 第24話）
作詞・作曲・編曲 - kz / 歌 - 東京パフォーマンスドール

挿入曲「Trust」（第2話）
作曲 - Pa's Lam System

### 各話リスト
| 話数                 | サブタイトル                 | 脚本           | 絵コンテ                   | 演出                  | 作画監督                                                                                            | メカ作監                 | 総作画監督                       |          |          |          |          |          |          |          |          |          |          |          |          |          |          |          |          |          |
| BEATLESS             | BEATLESS                     | BEATLESS       | BEATLESS                   | BEATLESS              | BEATLESS                                                                                            | BEATLESS                 | BEATLESS                         | BEATLESS | BEATLESS | BEATLESS | BEATLESS | BEATLESS | BEATLESS | BEATLESS | BEATLESS | BEATLESS | BEATLESS | BEATLESS | BEATLESS | BEATLESS | BEATLESS | BEATLESS | BEATLESS | BEATLESS |
| -------------------- | ---------------------------- | -------------- | -------------------------- | --------------------- | --------------------------------------------------------------------------------------------------- | ------------------------ | -------------------------------- | -------- | -------- | -------- | -------- | -------- | -------- | -------- | -------- | -------- | -------- | -------- | -------- | -------- | -------- | -------- | -------- | -------- |
| EP01                 | Contract                     | 髙橋龍也       | 水島精二 宮澤努            | 久慈悟郎              | 石川雅一、小川茜、徳永さやか 加藤弘将、大村将司                                                     | 宮澤努                   | やぐちひろこ                     |          |          |          |          |          |          |          |          |          |          |          |          |          |          |          |          |          |
| EP02                 | Analog hack                  | 髙橋龍也       | 吉田徹                     | 山本陽介              | 松本麻友子、小川茜、徳永さやか 福田佳太、野村治嘉、石丸史典 追崎史敏、渋谷秀、寒川歩 森悦史、小澤円 | -                        | 井出直美                         |          |          |          |          |          |          |          |          |          |          |          |          |          |          |          |          |          |
| EP03                 | You'll be mine               | 髙橋龍也       | 玉木慎吾                   | 三塩天平              | 石川雅一、小川茜、徳永さやか 福田佳太、榎田路子、大村将司 加藤弘将、Yu min zi、Park yu mi           | -                        | やぐちひろこ                     |          |          |          |          |          |          |          |          |          |          |          |          |          |          |          |          |          |
| EP04                 | Automatic world              | 麻草郁         | 草川啓造                   | 草川啓造              | 青木真理子、木下由美子、はっとりますみ 八代きみこ                                                   | -                        | 井出直美 松本麻友子              |          |          |          |          |          |          |          |          |          |          |          |          |          |          |          |          |          |
| EP05                 | Tools for outsoucers         | 高橋龍也       | 井畑翔太                   | 井畑翔太              | 石川雅一、小川茜、徳永さやか 福田佳太、槙田路子、野村治嘉 石丸史典、大村将司、加藤弘将 本田辰雄     | 諸石康太                 | やぐちひろこ                     |          |          |          |          |          |          |          |          |          |          |          |          |          |          |          |          |          |
| EP06                 | Higgins village              | 雑破業         | 久慈悟郎                   | 久慈悟郎              | 石川雅一、小川茜、徳永さやか 福田佳太、槙田路子、野村治嘉 加藤弘将、本田辰雄                        | 諸石康太                 | 井出直美                         |          |          |          |          |          |          |          |          |          |          |          |          |          |          |          |          |          |
| EP07                 | Boy meets pornography        | 雑破業         | 吉田徹                     | 山本陽介              | 石川雅一、小川茜、徳永さやか 福田佳太、野村治嘉、石丸史典 大村将司、本田辰雄                        | -                        | -                                |          |          |          |          |          |          |          |          |          |          |          |          |          |          |          |          |          |
| EP08                 | Awakening of sleeping beauty | 雑破業         | 小坂春女                   | 小坂春女              | 石川雅一、小川茜、福田佳太 野村治嘉                                                                 | -                        | 井出直美                         |          |          |          |          |          |          |          |          |          |          |          |          |          |          |          |          |          |
| EP09                 | My whereabouts               | 雑破業         | 玉木慎吾                   | 三塩天平              | 石川雅一、小川茜、福田佳太 野村治嘉、榎田路子、徳永さやか 本田辰雄、石丸文典                        | 諸石康太 伊藤一樹 松田寛 | 井出直美 松本麻友子 やぐちひろこ |          |          |          |          |          |          |          |          |          |          |          |          |          |          |          |          |          |
| EP10                 | Dwellings and surroundings   | 村井さだゆき   | 草川啓造                   | 草川啓造              | 石川雅一、小川茜、福田佳太 野村治嘉、槙田路子、徳永さやか Ryu Joong Hyeon                           | -                        | 井出直美 松本麻友子              |          |          |          |          |          |          |          |          |          |          |          |          |          |          |          |          |          |
| EP11                 | Dystopia game                | 村井さだゆき   | 井畑翔太                   | 井畑翔太              | 石川雅一、小川茜、福田佳太 野村治嘉、槙田路子、徳永さやか 本田辰雄、井畑翔太                        | 諸石康太                 | 井出直美 やぐちひろこ            |          |          |          |          |          |          |          |          |          |          |          |          |          |          |          |          |          |
| EP12                 | Slumber of human             | 雑破業         | 吉田徹                     | 胡蝶蘭あげは          | 石川雅一、小川茜、福田佳太 野村治嘉、槙田路子、徳永さやか 本田辰雄                                  | -                        | 井出直美                         |          |          |          |          |          |          |          |          |          |          |          |          |          |          |          |          |          |
| EP13                 | The Prayer Within            | 雑破業         | 久慈悟郎                   | 久慈悟郎              | 松本麻友子、石川雅一、福田佳太 野村治嘉、槙田路子、徳永さやか 本田辰雄                              | -                        | 井出直美                         |          |          |          |          |          |          |          |          |          |          |          |          |          |          |          |          |          |
| EP14                 | An Answer to Survive         | 雑破業         | 井畑翔太                   | 井畑翔太              | 石川雅一、小川茜、福田佳太 野村治嘉、徳永さやか、本田辰雄 井畑翔太                                  | 伊藤一樹                 | 井出直美                         |          |          |          |          |          |          |          |          |          |          |          |          |          |          |          |          |          |
| EP15                 | Edge Line                    | 雑破業         | 青山弘                     | 山本陽介              | 井出直美、石川雅一、小川茜 福田佳太、野村治嘉、徳永さやか 榎田路子                                  | -                        | -                                |          |          |          |          |          |          |          |          |          |          |          |          |          |          |          |          |          |
| EP16                 | Plus One                     | 雑破業         | 角地拓大                   | 角地拓大              | 井出直美、石川雅一、徳永さやか 小川茜、福田佳太、榎田路子 野村治嘉、本田辰雄                        | -                        | -                                |          |          |          |          |          |          |          |          |          |          |          |          |          |          |          |          |          |
| EP17                 | A Reason of Our Own          | 雑破業         | 黒川智之                   | 草川啓造              | 井出直美、石川雅一、徳永さやか 小川茜、福田佳太、榎田路子 野村治嘉                                  | -                        | -                                |          |          |          |          |          |          |          |          |          |          |          |          |          |          |          |          |          |
| EP18                 | Protocol of Love             | 雑破業         | 吉田徹                     | 胡蝶蘭あげは 井畑翔太 | 井出直美、石川雅一、徳永さやか 小川茜、福田佳太、榎田路子 野村治嘉、本田辰雄                        | -                        | -                                |          |          |          |          |          |          |          |          |          |          |          |          |          |          |          |          |          |
| EP19                 | Paper Tiger                  | 高橋龍也       | 久慈悟郎 水島精二          | 久慈悟郎              | 井出直美、石川雅一、徳永さやか 小川茜、福田佳太、榎田路子 野村治嘉、本田辰雄                        | -                        | -                                |          |          |          |          |          |          |          |          |          |          |          |          |          |          |          |          |          |
| EP20                 | Our Error World              | 高橋龍也       | 宮尾佳和                   | 山本陽介              | 井出直美、石川雅一、徳永さやか 小川茜、福田佳太、榎田路子 野村治嘉、本田辰雄                        | -                        | -                                |          |          |          |          |          |          |          |          |          |          |          |          |          |          |          |          |          |
| BEATLESS Final Stage |                              |                |                            |                       | |                          |                                  |          |          |          |          |          |          |          |          |          |          |          |          |          |          |          |          |          |
| EP21                 | Higgins' silo                | 村井さだゆき。 | 井畑翔太                   | 井畑翔太              | 石川雅一                                                                                            | -                        | -                                | -        | -        |          |          |          |          |          |          |          |          |          |          |          |          |          |          |          |
| EP22                 | Pygmalion                    | 村井さだゆき。 | 角地拓大                   | 角地拓大 胡蝶蘭あげは | 石川雅一、大村将司                                                                                  | -                        | -                                | -        | -        |          |          |          |          |          |          |          |          |          |          |          |          |          |          |          |
| EP23                 | Beatless                     | 高橋龍也       | 井畑翔太                   | 山本陽介              | 石川雅一、井出直美、松本麻友子 槙田路子、福田佳太、本田辰雄                                         | -                        | -                                | -        | -        |          |          |          |          |          |          |          |          |          |          |          |          |          |          |          |
| EP24                 | Boy Meets Girl               | 高橋龍也       | 水島精二 久慈悟郎 井畑翔太 | 久慈悟郎 胡蝶蘭あげは | 石川雅一、井出直美、松本麻友子 槙田路子、福田佳太、本田辰雄 加藤弘将、小川茜                        | -                        | -                                | -        | -        |          |          |          |          |          |          |          |          |          |          |          |          |          |          |          |

#### 特別番組
| 放送日           | タイトル        | 内容 |
| ---------------- | --------------- | --- |
| 第5話(EP05)翌週  | intermission_01 | 総集編(1) |
| 第9話(EP09)翌週  | intermission_02 | 総集編(2) |
| 第12話(EP12)翌週 | What's BEATLESS | 主要キャストとお笑い芸人によるによる特別番組 出演：吉永拓斗、小野早稀、向清太朗（天津）、松崎克俊（やさしい雨）、前田登（はりけ〜んず） |
| 第14話(EP14)翌週 | intermission_03 | 総集編(3) |
| 第16話(EP16)翌週 | intermission_04 | 総集編(4) |

### 放送局
| 放送期間                                            | 放送時間                                                  | 放送局    | 対象地域   | 備考                      |
| --------------------------------------------------- | --------------------------------------------------------- | --------- | ---------- | ------------------------- |
| 2018年1月13日 - 6月30日                             | 土曜 1:55 - 2:25（金曜深夜）                              | 毎日放送  | 近畿広域圏 | 製作局                    |
| 2018年1月13日 - 3月31日 2018年4月7日 - 6月30日      | 土曜 1:55 - 2:25（金曜深夜） 土曜 1:25 - 1:55（金曜深夜） | TBSテレビ | 関東広域圏 | 字幕放送                  |
| 2018年1月14日 - 7月1日                              | 日曜 0:00 - 0:30（土曜深夜）                              | BS-TBS    | 日本全域   | BS放送                    |
| 2018年1月18日 - 7月5日                              | 木曜 0:00 - 0:30（水曜深夜）                              | AT-X      | 日本全域   | CS放送 / リピート放送あり |
| 毎日放送、TBSテレビ、BS-TBSは『アニメイズム』B1枠。 |                                                           |           |            |                           |

| 放送期間                     | 放送時間                                                  | 放送局   | 対象地域   | 備考                                                  |
| ---------------------------- | --------------------------------------------------------- | -------- | ---------- | ----------------------------------------------------- |
| 2018年9月26日 2018年10月15日 | 水曜 3:00 - 3:30（火曜深夜） 月曜 2:15 - 3:45（日曜深夜） | 毎日放送 | 近畿広域圏 | 製作局 / 第21話 / 『アニメ特区』第2部 第22話 - 第24話 |
| 2018年9月27日 - 9月28日      | 木曜 - 金曜 21:00 - 22:00                                 | AT-X     | 日本全域   | CS放送 / 2話連続放送 / リピート放送あり               |
|                              | 木曜 - 金曜 22:00 - 23:00                                 | TOKYO MX | 東京都     | 2話連続放送                                           |

インターネットでは、Amazonプライム・ビデオにて全世界に独占配信されている。

### BD
| 巻 | 発売日         | 収録話          | 規格品番  |
| -- | -------------- | --------------- | --------- |
| 1  | 2018年5月25日  | 第1話 - 第6話   | KAXA-7621 |
| 2  | 2018年7月25日  | 第7話 - 第12話  | KAXA-7622 |
| 3  | 2018年9月26日  | 第13話 - 第18話 | KAXA-7623 |
| 4  | 2018年11月28日 | 第19話 - 第24話 | KAXA-7624 |

### ラジオ
遠藤ユカ役の小野早稀、海内詩織役の佐武宇綺、村主オーリガ役の若井友希、宣伝担当の鈴木健太（MBS元アナウンサー）がパーソナリティを務めるラジオ『BEATLESS〜はっく・ざ・らじお〜』が2018年2月8日から7月5日までMBSラジオにて毎週木曜2:00 - 2:30（水曜深夜）に放送していた。
| 毎日放送 アニメイズム B1                       | 毎日放送 アニメイズム B1 | 毎日放送 アニメイズム B1 |
| 前番組                                         | 番組名                   | 次番組                   |
| ---------------------------------------------- | ------------------------ | ------------------------ |
| 結城友奈は勇者である -鷲尾須美の章-/-勇者の章- | BEATLESS                 | ハッピーシュガーライフ   |

### ニコニコ生放送
- 2018年9月1日【東山奈央×長谷敏司】「BEATLESS Final Stage」放送記念 スペシャル特番!!、2018年9月に放送をする前に第1期TVアニメの振り返りや様々な用語解説などを混ぜながらBEATLESS Final Stageをより楽しむ為の配信。
- 出演者：レイシア役の東山奈央、原作者の長谷敏司、MCの鈴木健太（MBS）
- この配信が実現したきっかけにおいて、東山奈央自身がTwitterなどで原作者との対談だけでなく様々な用語を説明や解説してほしいと思った所に公式スタッフがそれならと今回の配信へとつながるも、東山自身は構成台本打ち合わせから参加している事も話にでる。

## その他の展開
英訳
Tokyo Otaku Modeにて連載中。
漫画『BEATLESS-dystopia』
カドカワコミック・エースより2巻が刊行。作画:鶯神楽。原作のPhase4「automatic world」までの内容を概ね忠実になぞっている。
4コマ漫画『びーとれすっ』
カドカワコミック・エクストラよりkilaによる4コマ漫画1巻が刊行。原作の設定を用いたギャグ漫画。巻末には長谷敏司による「びーとれすっのノベライズっ！」が寄稿されている。
漫画『天動のシンギュラリティ』
コミッククリアにより刊行された。漫画大崎ミツル、ストーリー協力砂阿久雁、世界観監修長谷敏司による小説『BEATLESS』の世界観を共有し２０９９年を舞台にしたシェアワールド作品。
BEATLESS “Tool for the Outsourcers”
redjuiceとウィットスタジオによるイラストを収録した設定資料集。livetuneプロデュースのイメージCD「BEATLESS - Give Me the Beat - Produced by kz (livetune)」が同梱
BEATLESS “Arm for the Outsourcers”
イラストや設定などを収録した特製ガイドブック、アニメ制作を担当する「ディオメディア」による設定資料集、劇伴制作を担当するNarasaki(sadesper record) / kz(livetune)の楽曲から水島精二監督がセレクトした劇伴CDが付属。
シェアード・ワールド
2014年6月26日「BEATLESS "Tool for the Outsourcers"」発売記念イベントに於いてシェアードワールド化が発表された。
下記「外部リンク」項にもある「Analoghack Open Resource」（アナログハックオープンリソース）に世界観・設定等がまとめられており、商業・非商業問わず創作活動へ利用することができる。
下記にある内閣サイバーセキュリティセンターとのタイアップもこれを利用した形となる。
サイバーセキュリティ月間におけるタイアップ
内閣サイバーセキュリティセンター(NISC)において、2018年2月1日から3月18日の間は当作品のキャラクターを使用したタイアップを行っている。ポスター掲示・同年3月4日には東京都千代田区外神田の秋葉原UDXにおけるイベント開催（原作者の「近未来サイバーセキュリティ」トークショー、レイシア役の東山奈央による「トークセッション」、遠藤ユカ役の小野早稀による「サイバー攻撃の実演イベント」）・期間中のNISCのTwitter・Facebook・LINEのSNSにおいても普及啓発がなされている。